# Ogygie

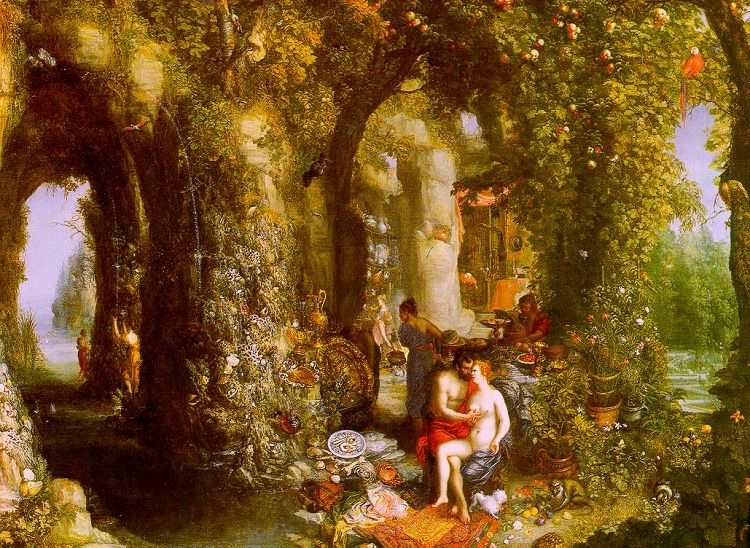
Ulysse et Calypso dans les grottes d'Ogygia. Peinture de Jan Brueghel l'Ancien (1568–1625).

Ogygie (en grec ancien Ὠγυγίη / Ōgugíē ou Ὠγυγία / Ōgugía) est le nom d'une île mythique où, selon Homère, vivait Calypso, « dans une grande caverne », et où aborda Ulysse.

## L'île de Calypso
Située très loin dans la mer, « au bout du monde », selon Homère, l'île présente une végétation luxuriante et une grande variété d'oiseaux, en même temps que des effluves flottent dans l'air parfumé :

« On sentait du plus loin le cèdre pétillant et le thuya, dont les fumées embaumaient l'île. Autour de la caverne, un bois avait poussé sa futaie vigoureuse : aunes et peupliers et cyprès odorants où gîtaient les oiseaux à la large envergure, chouettes, éperviers et criardes corneilles, qui vivent dans la mer et travaillent au large. Au rebord de la voûte, une vigne en sa force éployait ses rameaux, toute fleurie de grappes, et près l'une de l'autre, en ligne, quatre sources versaient leur onde claire, puis leurs eaux divergeaient à travers de moelleuses prairies où verdoyaient la mauve et le persil. »

— (Odyssée, V, 59-73.)
La perfection de cette île de délices est telle que « dès l'abord en ces lieux, un dieu même aurait eu les yeux charmés et l'âme ravie. »  À son arrivée sur cette île, Hermès d'ailleurs n'échappe pas à cet enchantement, il est saisi d'admiration et « restait à contempler. » Comme la maîtresse d'un domaine aussi enchanteur est une Nymphe accueillante, il est évident que, sous la description d'Ogygie, Homère propose un lieu idéal. Pour certains, la description de cette île est bien trop conventionnelle pour qu'on puisse l'identifier. Cependant, la localisation d'Ogygie a été recherchée dès l'Antiquité : Plutarque la situait dans l'océan Atlantique à l'ouest de la Grande-Bretagne ; Pline l'Ancien cite, dans sa description de la Grande-Grèce, une île non identifiée appelée Ogygie, située au large du cap Colonna ; parfois, on compare cette île aux côtes de Lisbonne. On sait que l’Odyssée est un répertoire d'indications concrètes, d'amers et de mémentos que les pilotes du VIIe siècle utilisaient pour identifier des lieux réels : Ulysse lui-même dit que sa navigation est « une recherche des portes (ou passes) de la mer », πόρους ἁλὸς ἐξερεείνων : il est donc légitime de chercher les localisations possibles de cette île, comme l'ont fait, entre autres, Victor Bérard et Jean Cuisenier.

## À la recherche d'Ogygie

### Dans l'archipel maltais
C'est après avoir dérivé neuf jours sur l'épave de son navire, depuis le détroit de Messine, qu'Ulysse aborde sur l'île de Calypso ; et il mettra dix-sept jours pour aller de cette île à celle des Phéaciens, appelée Schérie. C'est dire que l'île d'Ogygie se situe très loin des rivages helléniques, d'autant plus que Calypso est présentée comme la fille d'Océan selon Hésiode, ou d'Atlas, selon Homère. Son île océane est donc à chercher aux confins occidentaux d'une mer que les Grecs du VIIe siècle imaginaient ouverte sur l'infini. Le directeur de la Bibliothèque d'Alexandrie, le poète Callimaque de Cyrène situait Ogygie, l'île de Calypso, à Gozo près de l'île de Malte. Cette localisation, venant de l'un des plus grands érudits de son temps, et maître du géographe Ératosthène, mérite intérêt. Gozo fut, entre 3550 et 2500 av. J.C. le centre d'une puissante civilisation, et un culte à une divinité féminine était célébré dans le temple de Ġgantija. Pour les autorités maltaises, cette théorie est beaucoup moins évidente puisque avant la Deuxième Guerre mondiale, la grotte de Calypso était localisée dans les falaises de la ville de Mellieħa sur l'île de Malte. C'est pour répartir les sites touristiques entre les deux îles que la grotte de Calypso est transférée sur l'île de Gozo près de la baie de Ramla à Xaghra ; un des transbordeurs qui reliait l'île de Malte à l'île de Gozo fut baptisé Calypso.

### Près de la côte marocaine
L'helléniste Victor Bérard, analysant le texte d'Homère de près, y relève plusieurs informations capitales. Au chant I de l’Odyssée, Calypso est donnée comme « fille d'Atlas, qui connaît les abîmes de la mer entière et veille sur les hautes colonnes écartant l'un de l'autre le ciel et la terre. » Cette indication invite à chercher l'île de Calypso quelque part du côté des colonnes d'Hercule. Or, la durée du trajet de retour, dix-sept jours, est cohérente avec la distance de 1300 milles qui sépare Gibraltar d'Ithaque. Enfin et surtout, cette localisation du côté du détroit de Gibraltar correspond au trajet de retour suivi par Ulysse. Homère indique en effet avec une grande précision le cap suivi par Ulysse sur son radeau, à partir de l'île d'Ogygie : « Son œil fixait les Pléiades et le Bouvier, qui se couche si tard, et l'Ourse qu'on appelle aussi le Chariot. Déesse parmi les dieux, Calypso lui avait recommandé de naviguer en haute mer en gardant toujours l'Ourse à main gauche. » Garder le nord sur sa gauche signifie qu'Ulysse a le levant devant lui, l'ouest, derrière, et qu'il garde sur sa droite le sud, donc la côte africaine. S'aventurer jusqu'aux colonnes d'Hercule était possible pour les grands navires pentécontères et fut déjà réalisé à l'époque où les Homérides fixaient l’Odyssée par l'écriture : les Phéniciens d'Utique et de Carthage ont navigué loin vers l'Occident, et un certain Colaios de Samos, cité par Hérodote, atteignit Tartessos, à l'embouchure du Guadalquivir. Victor Bérard relève en outre que le cèdre et l'aune, essences présentes sur l'île d’Ogygie, sont répandus dans les forêts de l'Atlas marocain. Au terme de plusieurs années de recherches minutieuses, l'helléniste a identifié l'île mythique d'Ogygie avec l'île de Perejil, au voisinage de l'actuelle Ceuta : cette île possède bien une grotte de grandes dimensions, et la série des quatre cascades mentionnées par Homère se trouve sur la côte, dans la baie de Benzus. Par une coïncidence supplémentaire, le nom de perejil signifie persil en espagnol, et désigne le σέλινον grec dont parle Homère, le persil de mer, Crithmum maritimum, plante dont cette île est couverte. On appréciera encore cette description de l'île de Perejil donnée par nos modernes Instructions Nautiques : « L'île tout entière est véritablement une cachette dans le Détroit : il faut la connaître pour la découvrir. » L'île de Calypso, dont le nom grec vient de καλύπτω, couvrir, cacher, porte bien son nom, c'est l'île de la Cachette.

### A l'Ouest de la Bretagne
L'historien Irlandais et barde  Ruaidhrí Ó Flaithbheartaigh se base sur les écrits de Plutarque. Il estime qu'Ogygia ne peut être que l'Irlande, seule île se situant à l'Ouest de la Bretagne. Le délai pour rejoindre l'île étant de 5 jours, d'autres auteurs l'assimilent à la Terre-Neuve, Groenland ou Islande.

Une notion conservée par la tradition narrative
En fait, Ōgugía est, tout comme la caverne (de) Calypso dans les régions extrêmes d'Atlas, une notion (indo-européenne) issue de la cosmologie et entrée dans la tradition narrative. Les localisations ultérieures, chez les auteurs grecs, sont donc assez diverses.  Ce que l'on en sait doit être considéré au regard des textes de Plutarque du De facie in orbe Lunae et des De defectu oraculorum. Le parcours d'Ulysse le mène hors de la Méditerranée.  Ōgugía est dans la "mer cronienne" et proche des Ourses et du Bouvier. Ces échos de connaissances anciennes ont été réinterprétés et relocalisés, comme le périple d'Ulysse même.